# Karl Weinrich starší
Karl Weinrich  (9. června 1800 Klein Rechtenbach – 1. června 1860 Frankfurt nad Mohanem) byl německý chemik, stavitel a cukrovarník působící v Čechách, významná postava průmyslové revoluce v Čechách. Proslul jako stavitel cukrovaru v Dobrovici na panství šlechtického rodu Thurn-Taxisů, zprovozněného roku 1831 jako jeden z prvních cukrovarů v Čechách.

## Život

### Mládí

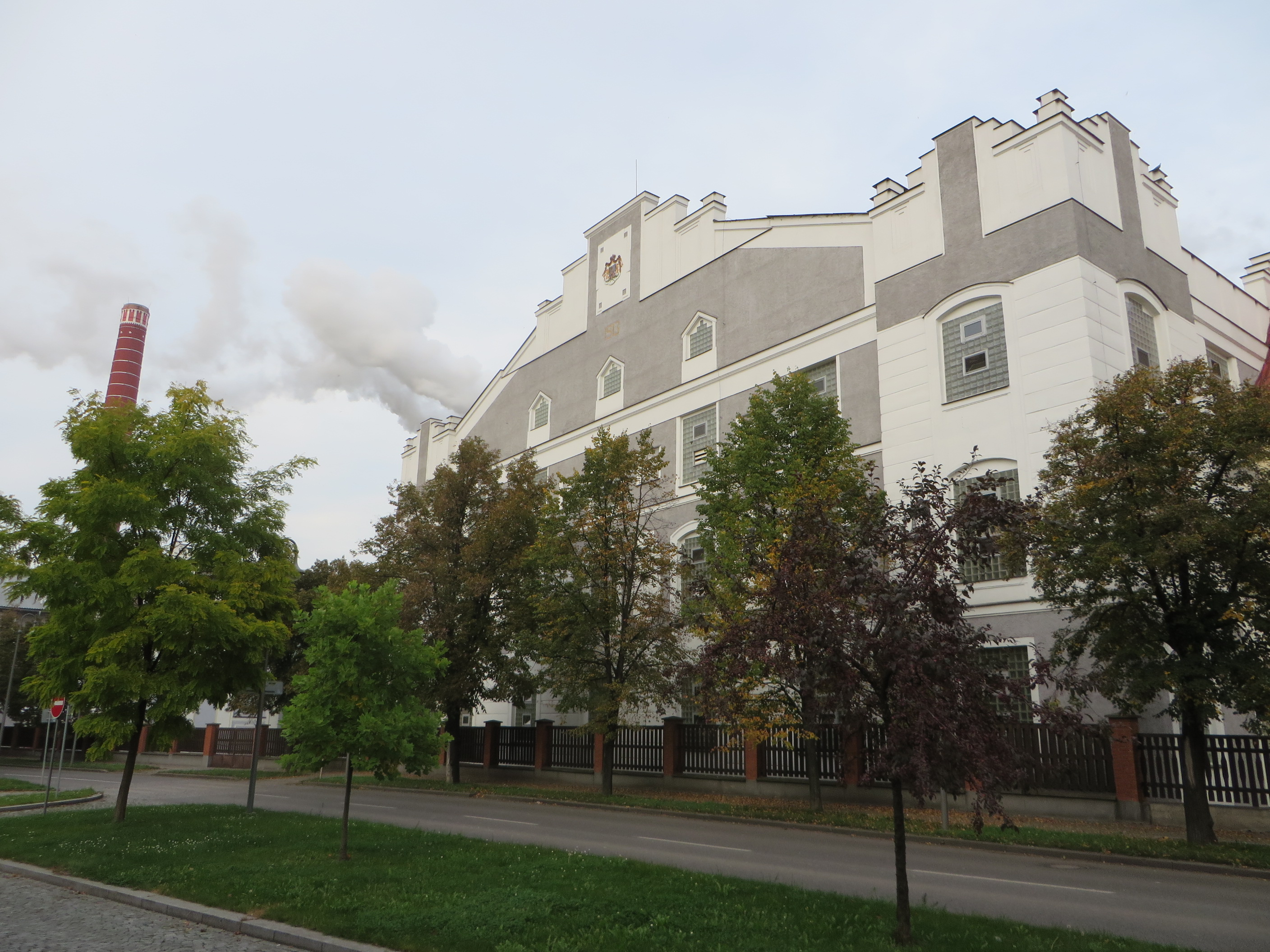
Cukrovar v Dobrovici

Narodil se v obci Klein Rechtenbach u Wetzlaru v Hesensku do rodiny evangelického faráře. Roku 1818 dostudoval gymnázium ve Wiesbadenu, následně se začal učit knihkupcem, posléze však přestoupil ke studiu přírodních věd na univerzitě v Göttingenu. Zaměřil se na obor chemie, prováděl první technologické experimenty na rodinném statku. Začal se zaměřovat na výrobu cukru, cestoval po Francii a publikoval odborné texty o cukrovarnické výrobě.
Roku 1830 byl pozván do Čech knížetem Karlem Anselmem Thurn‑Taxisem ke stavbě cukrovaru v Dobrovici dokončeného následujícího roku. Současně pro knížete Oettingen-Wallersteina vedl stavbu cukrovaru v Malé Chuchli u Prahy. V Dobrovici působil v letech 1831 až 1837 jako správce, vybudoval zde moderní provoz zpracování cukrové řepy a výroby cukru, zpočátku jako tzv. sirobárnu, jejíž výrobek byl dovážen k dalšímu zpracování do rafinerie v Jirnách u Prahy. Spolu s chemikem Friedrichem Kodweisem vymysleli nový způsob čištění řepné šťávy za pomoci kyseliny sírové, který dostal označení česká práce.
Weinrich se dále účastnil stavby řady dalších cukrovarů: v Jirnech, Pečkách, Sadské, Slaném, Svinařích, Syrovátce, u Frankfurtu nad Mohanem.

### Úmrtí
Roku 1855 prodělal Weinrich těžký zápal plic, jeho zdravotní stav byl podlomen též neustálým pracovním vytížením. Zemřel 1. června 1860 ve věku 59 let.

### Rodinný život
Jeho syn Karl Weinrich mladší působil jako velkostatkář a podnikatel, ve 2. polovině 19. století jako poslanec Říšské rady a Českého zemského sněmu.